# Otiophora caerulea
Otiophora caerulea är en måreväxtart som först beskrevs av William Philip Hiern, och fick sitt nu gällande namn av Arthur Allman Bullock. Otiophora caerulea ingår i släktet Otiophora och familjen måreväxter. Inga underarter finns listade i Catalogue of Life.